# Breedneusapen
De breedneusapen (Platyrrhini) vormen een clade (parvorde) van Midden- en Zuid-Amerikaanse apen binnen de infraorde Simiiformes, de apen. De klade is ook bekend als de apen van de Nieuwe Wereld. Op de mens na zijn het de enige primaten die inheems zijn buiten de Oude Wereld. De klade wordt vaak als een zelfstandige infraorde beschouwd binnen de onderorde Haplorhini, waartoe behalve de apen ook de spookdiertjes horen. De Simiiformes zelf wordt dan niet als infraorde beschouwd.
Tot de breedneusapen behoren onder andere de klauwaapjes, kapucijnapen, doodshoofdaapjes, nachtaapjes, saki's, brulapen en slingerapen. Ze komen voor van Zuid-Mexico en Trinidad tot Zuid-Brazilië, Noord-Argentinië en Paraguay. De nu uitgestorven West-Indische apen (Xenothrichini) leefden op Cuba en Jamaica.
De meeste soorten leven in het laagland regenwoud van het Amazonebekken, maar breedneusapen komen ook in andere bossen voor. Het zijn sociale, boombewonende soorten. Verscheidene soorten vormen monogame paartjes. Vruchten vormen bij alle soorten, behalve de bladetende brulapen, een belangrijk onderdeel van het menu. Sommige soorten (bijvoorbeeld de saki's) zijn aangepast aan het eten van hardere vruchten en zaden, bij andere (bijvoorbeeld de klauwaapjes) vormen insecten en gom naast vruchten een belangrijk onderdeel van het menu.
Tot deze groep behoort ook het enige nachtactieve apengeslacht, de nachtaapjes (Aotus). Ook de kleinste apensoort, het dwergzijdeaapje (Cebuella pygmaea), behoort tot deze groep. De grootste breedneusapen zijn de brulapen (Alouatta) en de spinapen (Brachyteles). Bijna alle soorten hebben een lange staart, de grotere soorten een grijpstaart. Oeakari's zijn de enige soorten in de Nieuwe Wereld met een kortere staart.
De naam "breedneusaap" beschrijft het opvallendste verschil met de smalneusapen uit de Oude Wereld. Bij de breedneusapen zijn de neusvleugels tamelijk groot en openstaand, en staan ze ver uit elkaar, in tegenstelling tot de kleine, dicht bij elkaar staande neusvleugels van de smalneusapen.
Er zijn verschillende uitgestorven breedneusapen bekend, waaronder Perupithecus (Eoceen), Branisella (Oligoceen) en Panamacebus (Mioceen).

## Taxonomie
De verdeling van de families en onderfamilies is de laatste tien jaar aan verandering onderhevig. Voorheen werden er slechts twee families onderscheiden, de Callitrichidae (de klauwaapjes) en de Cebidae (alle overige soorten). De springtamarin (Callimico goeldii) werd soms in een aparte familie, Callimiconidae, geplaatst, maar meestal werd hij in de Callithrichidae of, in zeer oude classificaties, in de Cebidae geplaatst. Door genetisch onderzoek is echter gebleken dat de Cebinae, waartoe de kapucijnaapjes en de doodshoofdaapjes behoren, nauwer verwant zijn aan de klauwaapjes dan aan de andere apen. De overgebleven onderfamilies worden soms tot één familie gerekend, de Atelidae, en soms in twee of drie aparte families. Vooral de positie van de nachtaapjes is onduidelijk. Waarschijnlijk zijn ze het nauwst verwant aan de springaapjes (Callicebus), maar ook zijn er aanwijzingen dat ze nauwer verwant zijn aan de kapucijnaapjes of de grijpstaartapen. Het is echter ook mogelijk dat de nachtaapjes zich vroeg van de overige apen hebben afgesplitst, en daarom in een aparte familie, de Aotidae, geplaatst moeten worden. Hieronder staan twee classificaties, de klassieke en een mogelijk alternatief.

### Klassieke classificatie
- Infraorde: Platyrrhini (Breedneusapen)
  - Familie: Callitrichidae (Klauwaapjes)
    - Onderfamilie: Callimiconinae (Springtamarins)
    -  Onderfamilie: Callitrichinae (Oeistiti's en tamarins)

  -  Familie: Cebidae (Overige apen van de Nieuwe Wereld)
    - Onderfamilie: Aotinae (Nachtaapjes)
    - Onderfamilie: Atelinae (Grijpstaartapen)
    - Onderfamilie: Callicebinae (Springaapjes)
    - Onderfamilie: Cebinae (Kapucijnapen en doodshoofdaapjes)
    -  Onderfamilie: Pitheciinae (Saki's en oeakari's)

### Moderne classificatie
- Parvorde: Platyrrhini (Breedneusapen)
  - Familie: Aotidae (Nachtaapjes)
    - 
      - 
        -  Geslacht: Aotus (Nachtaapjes of Doeroecoeli's)

  - Familie: Atelidae (Grijpstaartapen)
    - Onderfamilie: Alouattinae (Brulapen)
      - 
        - Geslacht: Alouatta (Brulapen)
        - Geslacht: Protopithecus †
        -  Geslacht: Stirtonia †

    -  Onderfamilie: Atelinae (Slingerapen en wolapen)
      - 
        - Geslacht: Ateles (Slingerapen)
        - Geslacht: Brachyteles (Spinapen)
        - Geslacht: Caipora †
        -  Geslacht: Lagothrix (Wolapen)

  - Familie: Callitrichidae (Klauwaapjes)
    - 
      - Geslacht: Callimico (Springtamarin)
      - Geslacht: Callithrix (Atlantische oeistiti's)
      - Geslacht: Cebuella (Dwergzijdeaapjes)
      - Geslacht: Leontocebus (Zadelrugtamarins)
      - Geslacht: Leontopithecus (Leeuwaapjes)
      - Geslacht: Mico (Amazone-oeistiti's)
      -  Geslacht: Saguinus (Tamarins)

  - Familie: Cebidae (Kapucijnapen en doodshoofdaapjes)
    - Onderfamilie: Cebinae (Kapucijnapen)
      - 
        - Geslacht: Cebus (Slanke kapucijnapen)
        -  Geslacht: Sapajus (Robuuste kapucijnapen)

    -  Onderfamilie: Saimiriinae (Doodshoofdaapjes)
      - 
        -  Geslacht: Saimiri (Doodshoofdaapjes)

  -  Familie: Pitheciidae (Sakiachtigen)
    - Onderfamilie: Callicebinae (Springaapjes of Titi's)
      - 
        - Geslacht: Callicebus (Atlantische springaapjes)
        - Geslacht: Cheracebus
        -  Geslacht: Plecturocebus

      -  Geslachtengroep: Xenothrichini (West-Indische apen)
        - Geslacht: Antillothrix †
        - Geslacht: Paralouatta †
        -  Geslacht: Xenothrix †

    -  Onderfamilie: Pitheciinae (Saki's en oeakari's)
      - 
        - Geslacht: Cacajao (Oeakari's)
        - Geslacht: Chiropotes (Baardsaki's)
        -  Geslacht: Pithecia (Saki's)

## Kleurenzicht
Kleuren worden gezien met behulp van zogenoemde kegeltjes in het netvlies. Voor elke kleur bestaat een apart kegeltje, elk met z'n eigen opsine, een pigment dat  uiteen valt als licht van de juiste kleur (golflengte) erop valt. Dit leidt tot een elektrisch signaal door de oogzenuw. De Apen van de Oude Wereld, waaronder de meeste mensen, hebben drie verschillende kegeltjes en kunnen drie verschillende kleuren zien: rood, groen en blauw. Dit wordt trichromatisme genoemd. Bijna alle andere placentale zoogdieren zien hooguit twee kleuren, oftewel ze zijn rood-groen kleurenblind. Dit heet dichromatisme. Bij de breedneusapen is de situatie nog wat anders. Over het algemeen zijn de mannetjes dichromatisch. Bij de vrouwtjes is een deel dichromatisch en een ander deel trichromatisch. Bij doodshoofdaapjes zijn 3 verschillende allelen voor opsines die gevoelig zijn voor licht van rood tot groen. De piek van de gevoeligheid van deze opsines ligt op 535 nm, 556 nm en 562 nm, uitgedrukt in de golflengte van het licht. Net als bij Apen van de Oude Wereld ligt het gen dat nodig is voor het maken van deze opsines op het X-chromosoom. Aangezien mannetjes slechts één X-chromosoom hebben, kan er maar één opsine worden gemaakt in het rood-groengebied. Vrouwtjes daarentegen hebben twee X-chromosomen. Daarmee kan tweemaal hetzelfde opsine worden gemaakt (535 nm + 535 nm, 556 nm + 556 nm of 562 nm + 562 nm) of twee verschillende (535 nm + 556 nm, 535 nm + 562 nm of 556 nm + 562 nm). Vermoedelijk is de situatie vergelijkbaar bij de andere breedneusapen behalve bij klauwaapjes, nachtaapjes en brulapen. Bij de klauwaapjes hebben twee van de opsines een andere piekgevoeligheid, namelijk 543 nm, 556 nm en 562 nm. Bij de nachtaapjes is er slechts één opsine in het rood-groengebied met een piekgevoeligheid van 543 nm, en ontbreekt ook een opsine in het blauwgebied. Verder hebben nachtaapjes veel meer staafjes en veel minder kegeltjes dan andere breedheusapen. De nachtaapjes zien dus maar één kleur (monochromatisme) en dan nog nauweljks. Een andere uitzondering op het kleurenzicht bij breedneusapen is onlangs ontdekt bij brulapen. Zowel mannelijke als vrouwelijke brulapen hebben drie afzonderlijke klassen kegeltjes. Kortom, in tegenstelling tot alle andere breedneusapen die tot nu toe zijn onderzocht, zouden brulapen een uniform trichromatisch kleurenzicht moeten hebben. Die conclusie wordt ondersteund door een moleculair genetisch onderzoek van opsine-genen op het X-chromosoom bij twee verschillende soorten brulapen. Op de een of andere manier hebben deze soorten twee afzonderlijke genen verworven voor opsines in het rood-groene gebied, die erg lijken op die bij de Apen van de Oude Wereld.

## Oorsprong en evolutionaire ontwikkeling
De gemeenschappelijke voorouder van alle breedneusapen komt oorspronkelijk uit Afrika, vanwaar deze zich waarschijnlijk in het midden of late Eoceen naar Zuid-Amerika verspreidde. Het oudst bekende fossiel van een aap (Perupithecus) werd onlangs ontdekt in westelijk Peru en is naar schatting van het late Eoceen, 41–34 miljoen jaar geleden. Afrika en Zuid-America lagen toen met een afstand van zo'n 1500 km een stuk dichter bij elkaar. Het bewijs voor een Afrikaanse oorsprong wordt ondersteund door de uitzonderlijke morfologische gelijkenis tussen Perupithecus en Talahpithecus die bekend is uit het late Eoceen van Noord-Afrika. Deze twee fossielen delen bijna identieke knobbels, richels en groeven in de bovenste kiezen. Deze vondst versterkt de hypothese van een trans-Atlantische verspreidingsgebeurtenis tijdens het Eoceen, waarschijnlijk door mee te drijven op ontwortelde bomen. De nazaten van de breedneusapen zijn sedertdien uitgestorven in Afrika. In Zuid-Amerika ontwikkelde de breedneusapen zich in allerlei verschillende richtingen, mogelijk doordat andere primaten afwezig bleven. De voorouders van alle breedneusapen waren waarschijnlijk klein, ongeveer 400 g, waarbij Talahpithecus ook minder dan 400 g woog. Deze kleine lichaamsgrootte was waarschijnlijk behulpzaam om de oversteek mogelijk te maken, bijvoorbeeld door minder voedsel nodig te hebben terwijl ze op een drijvend eilandje zaten.
Sommige breedneusapen bereikten een gewicht van meer dan 2 kg tussen het Late Oligoceen en Vroege Mioceen. Ook daarna werden de grootste soorten nog groter en bereikte uiteindelijk een gewicht van meer dan 20 kg, zoals de nu uitgestorven Cartelles of Caipora, reuzenvormen uit de grijpstaartapenfamilie uit het Pleistoceen van Brazilië. De meeste groepen hadden tijdens het Mioceen echter een gewicht van 1-3 kg, inclusief alle fossielen gevonden in Patagonië. De evolutie van de lichaamsgrootte in breedneusapen is veelvormig, waarschijnlijk als reactie op de verschillen in selectie in de vele verschillende Zuid-Amerikaanse habitats. De forse lichaamsgrootte van de slingerapen is waarschijnlijk een aanpassing aan voortbeweging door het slingeren, en alle vier de nog levende geslachten hebben grijpstaarten. De kleinste breedneusapen, de klauwaapjes, wegen minder dan 1 kg, hebben een verspreidingsgebied van tropische wouden van het Amazonegebied tot Centraal-Amerika en zijn een zeer schaars fossielenbestand. Deze kleine lichaamsgrootte wordt gewoonlijk beschouwd als het resultaat van evolutionaire dwerggroei. Deze evolutionaire trend wordt verondersteld hun atypische morfologie te verklaren, zoals de vermindering of het verlies van de derde kiezen, het verlies van de hypoconus, de aanwezigheid van klauwen in plaats van nagels. De geschatte grootte van de gemeenschappelijke voorouder van levende klauwaapjes is echter ongeveer 0,6 kg, dus ze hebben mogelijk een kleine lichaamsgrootte behouden gedurende hun evolutionaire geschiedenis. Dit suggereert dat hun eigenaardige morfologische kenmerken het resultaat kunnen zijn van ecologische aanpassingen, en niet noodzakelijkerwijs het gevolg zijn van een vermindering van de lichaamsmassa.